# Varanus mertensi
Varanus mertensi  là một loài thằn lằn trong họ Varanidae. Loài này được Glauert mô tả khoa học đầu tiên năm 1951.

## Hình ảnh

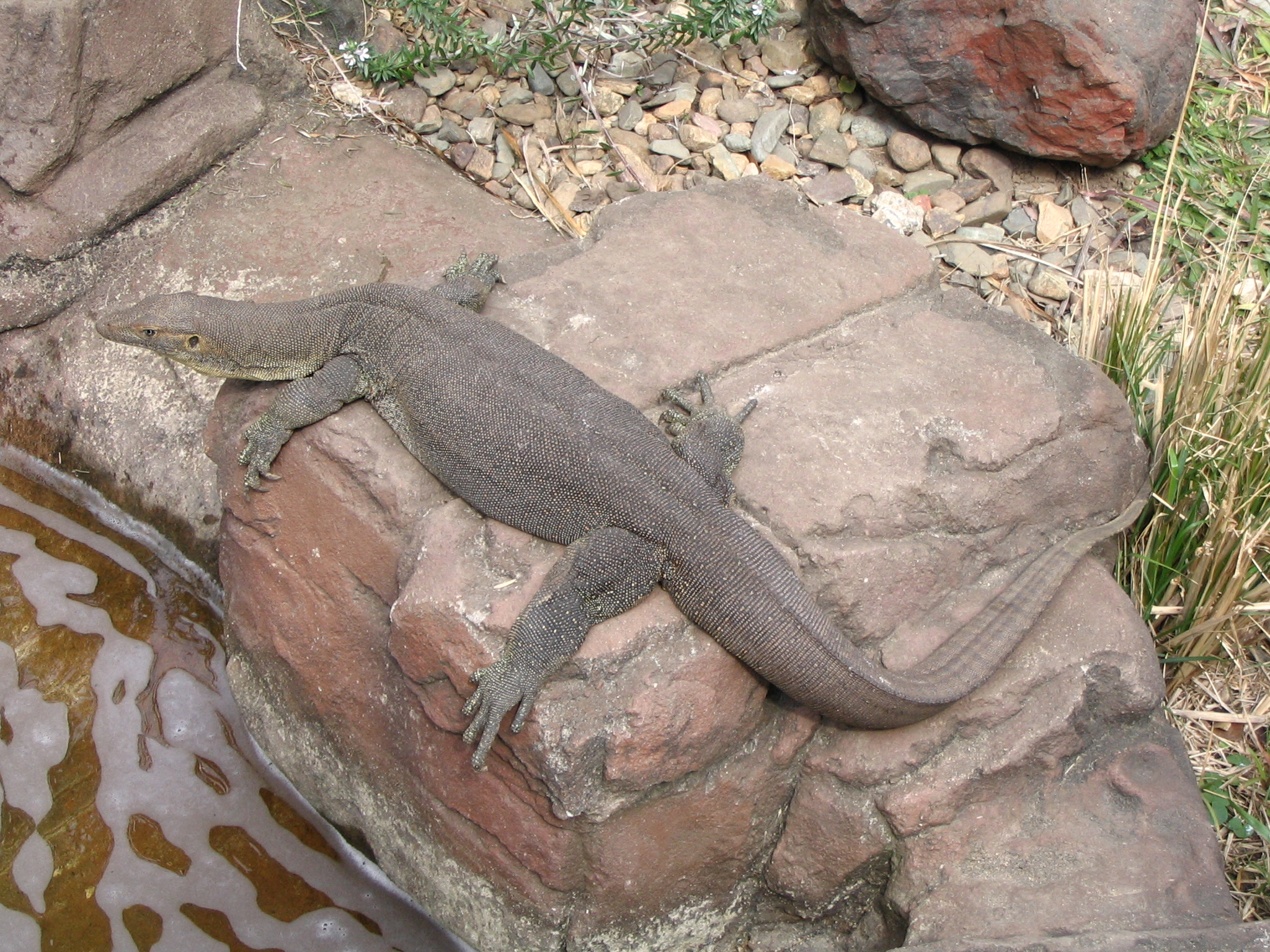
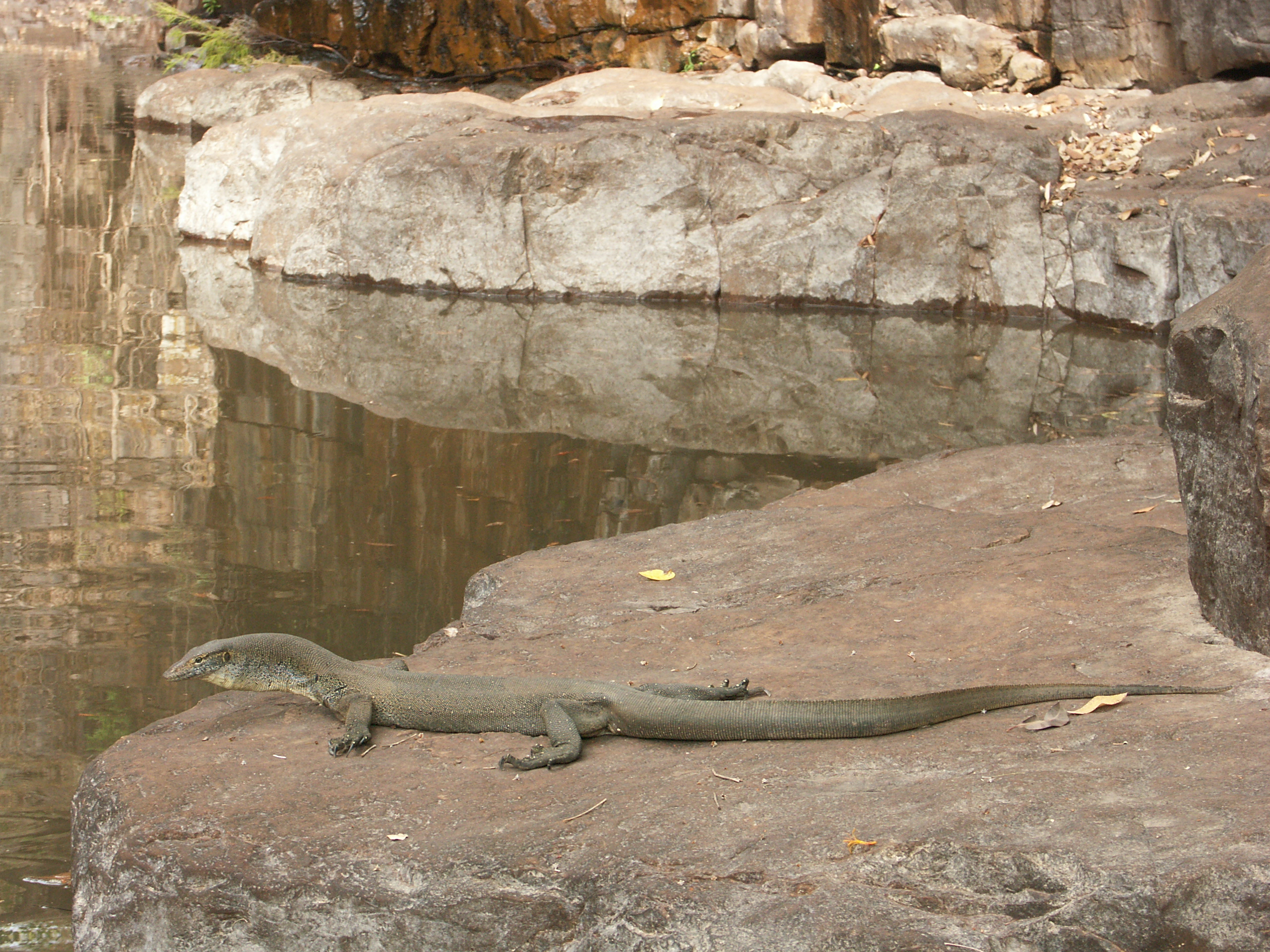
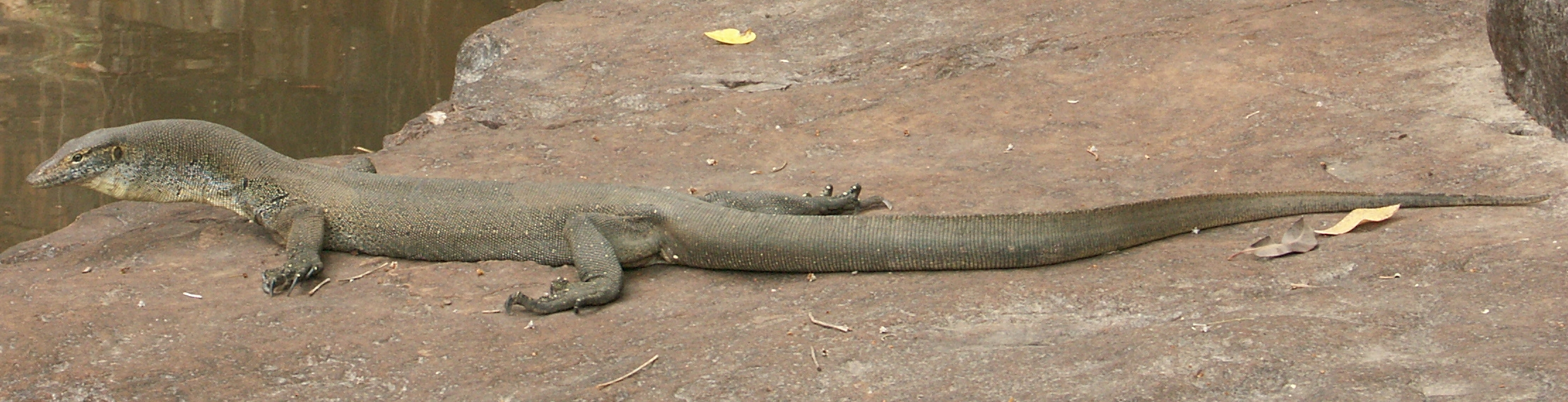
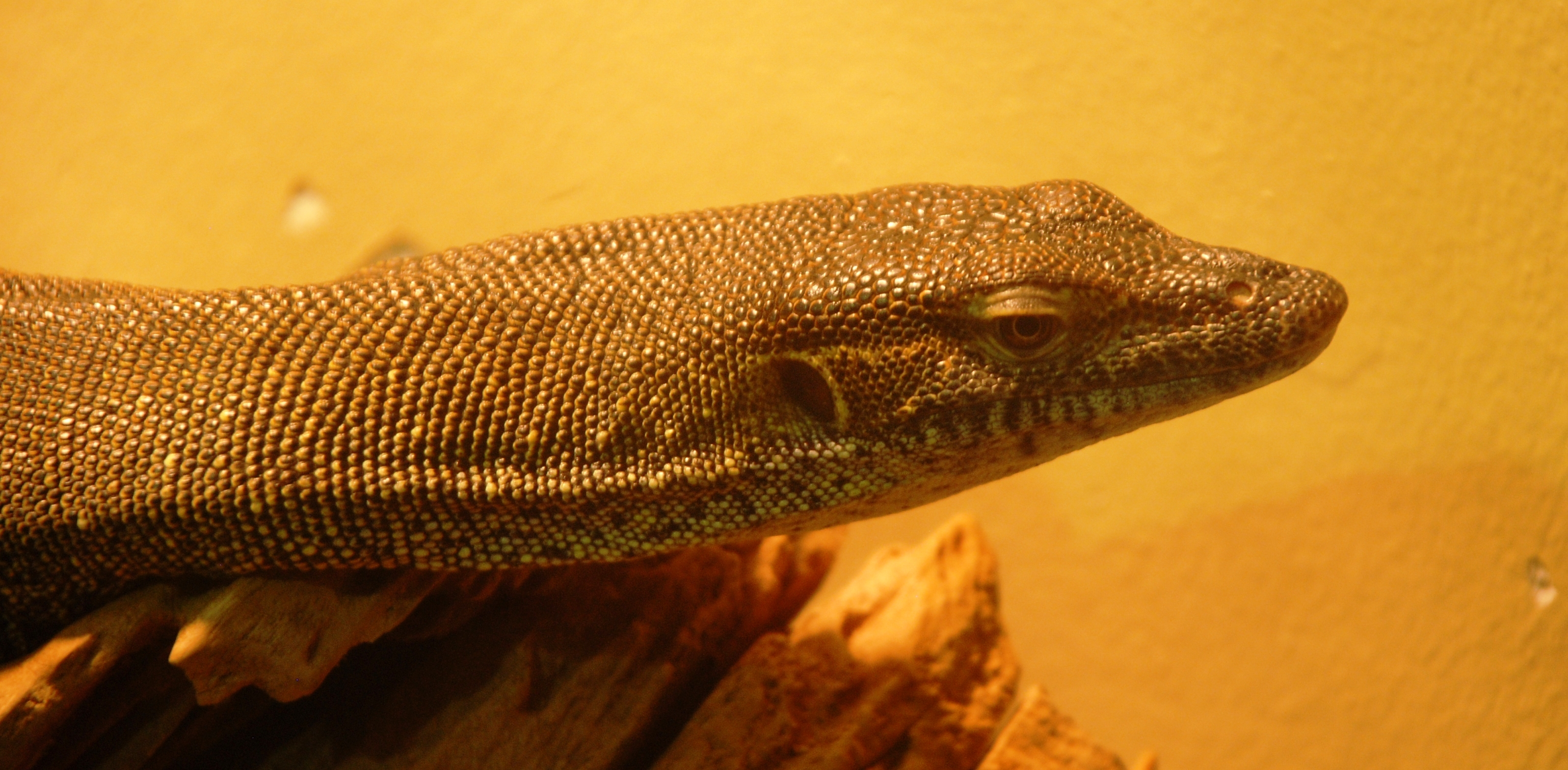